# Abdij Stein

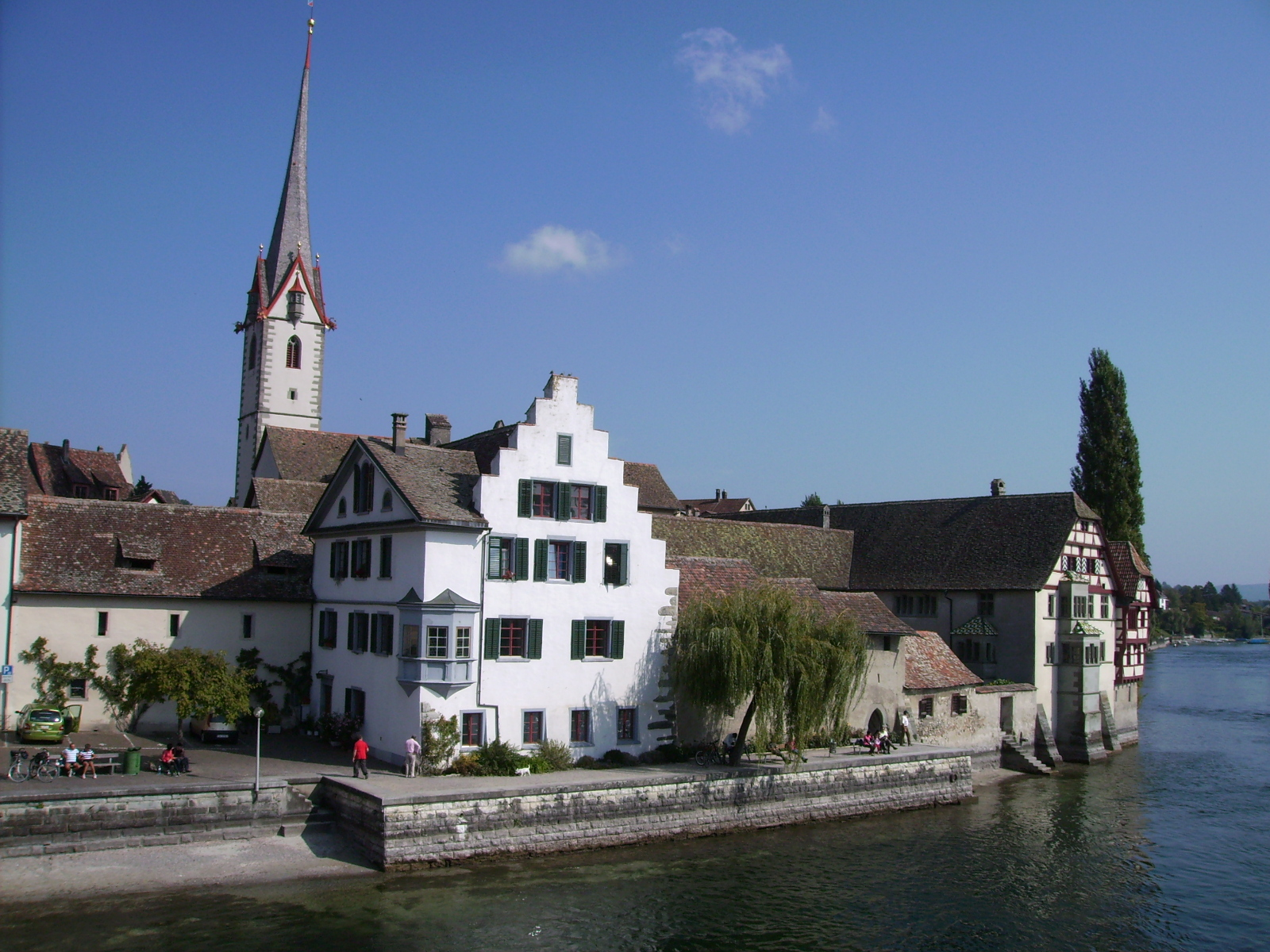
Stein

De abdij Stein was een benedictijnerabdij in Zwitserland.
In 970 werd op Hohentwiel, de residentie van de hertogen van Zwaben het klooster Sankt Georg gesticht. Het klooster werd in 1005 door keizer Hendrik II verplaatst naar Stein am Rhein. Het klooster ontving van de keizer markt- en muntrecht. Het klooster was verbonden met het prinsbisdom Bamberg. De voogdij over het klooster was in het bezit van de hertogen van Zähringen. Na het uitsterven van de Zähringen kwam de voogdij aan hert Heilige Roomse Rijk. De keizers gaven de voogdij vervolgens in leen aan de vrijheren van Klingen, van wie het in 1419 aan de heren van Klingenberg kwam. Sindsdien was de burcht Klingenberg de zetel van de voogd.
In 1385 verkreeg Stein am Rhein stadrecheten en werden de verschillende bevoegdheden tussen abdij, voogdij en gemeenten verdeeld. In 1457 kocht de stad zich los van de voogdij, waardoor het in bezit kwam van de burcht Klingenberg en enige dorpen. Daardoor werd Stein een rijksstad. Om zich te verweren tegen aanspraken van Oostenrijk op de Klingenberg sloot de stad in 1459 een verbond met de kantons Zürich en Schaffhausen.
De abdij wist te ontkomen aan onderwerping aan de stad door zich in 1478 onder de bescherming van Zürich te stellen. Omdat de stad te zwak was om zich te handhaven als vrije rijksstad, stelde het zich in 1484 onder het burgrecht van Zürich. Hierdoor viel de stad voortaan onder de landshoogheid van Zürich.
In 1523 werd in Zürich de Reformatie ingevoerd, wat het einde van de abdij betekende.